# Muhammad Ali Salim
Muhammad Ali Salim, (ur. 1935, zm. 28 stycznia 2022 w Tunisie), libijski polityk, od 8 sierpnia 2012 deputowany do Zgromadzenia Narodowego. Tego też dnia Narodowa Rada Tymczasowa przekazała na jego ręce - jako najstarszego członka Kongresu - kierownictwo nad państwem, które pełnił do wyboru następcy następnego dnia, którym został Muhammad Jusuf al-Makarjaf.